# 徳良湖
徳良湖（とくらこ）は、山形県尾花沢市大字尾花沢にあるため池である。
2010年（平成22年）3月25日に徳良池（徳良湖）として農林水産省のため池百選に選定された。

## 概要
1919年（大正8年）に地元の豪商「高宮常太郎」により、約230haの水田開墾の貯水池として1920年（大正9年）に築堤が完成した。
この堰堤土木作業は地区ごとの住民延べに3万人が従事し、このとき互いに時に調子あわせに歌われた土搗唄が花笠音頭の起源といわれている。
冬季にはハクチョウやカモの越冬地でもあり、コイ、フナ、ワカサギ等多種の淡水魚が生息している。

## アクセス

### 道路
- 国道347号
- 山形県道301号鶴子尾花沢線

### 路線バス
- 山形新幹線大石田駅下車